# Michael Tucker
Michael Tucker (Melbourne, 23 agosto 1954 – 17 gennaio 2012) è stato un cestista australiano.

## Carriera
Con l'Australia ha disputato due edizioni dei Giochi olimpici (Montréal 1976, Mosca 1980).